# Ma Jianchun
Ma Jianchun (chinesisch 马建春; * April 1962) ist ein Diplomat der Volksrepublik China, der ehemals außerordentlicher und bevollmächtigter Botschafter der Volksrepublik China in der Republik Gambia war.

## Leben
Im Jahr 1985 wechselte er zum Ministerium für Außenwirtschaftsbeziehungen und Handel der Volksrepublik China und war im Büro für politische Forschung, in der Abteilung für politische Systeme, in der Entwicklungsabteilung, in der Botschaft in Südafrika, in der Abteilung für internationales E-Commerce-Management und in der Informationsabteilung tätig. 2005 wurde er zum Berater der chinesischen Botschaft in Jordanien ernannt. 2011 wurde er zum Ministerberater der chinesischen Botschaft in Ägypten ernannt. 2014 wurde er zum stellvertretenden Direktor der Abteilung für Auswärtige Angelegenheiten des Handelsministeriums ernannt. 2015 wurde er zum Direktor befördert. Im November 2018 wurde er zum Botschafter der Volksrepublik China in Gambia ernannt. Im Juni 2022 verließ er seinen Posten als Botschafter in Gambia.

## Auszeichnungen und Ehrungen
- 2022: Grand Officer of the Order of the Republic of The Gambia (GORG Honorary)[3]